# Nandasmo
Nandasmo är en kommun (municipio) i Nicaragua med 13 207 invånare (2012). Den ligger vid sjön Laguna de Masaya i den sydvästra delen av landet i departementet Masaya. I Vista Alegre i den norra delen av kommunen finns en utsiktsplats med fina vyer av vulkanen Masaya och Laguna de Masaya.

## Geografi
Nandasmo gränsar till sjön Laguna de Masaya i norr samt till kommunerna Masaya i öster, Niquinohomo i söder och Masatepe i väster.

## Historia
Nandasmo är ett gammalt indiansamhälle som redan exiserade på 1500-talet. Vid folkräkningen 1581 hade Nandasmo 67 invånare.

## Religion

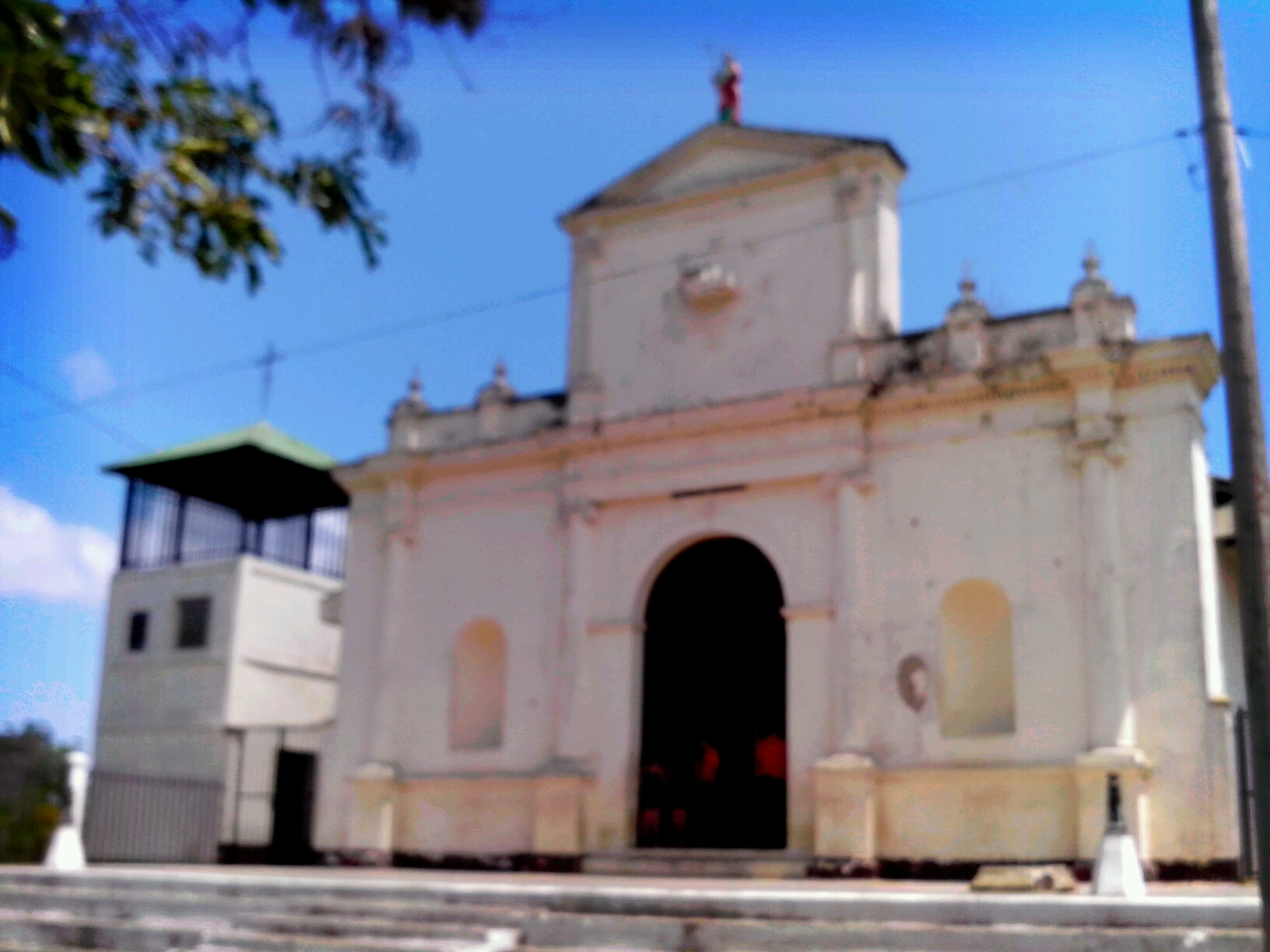
San Pedro kyrkan

Kyrkan i Nandasmo är helgad åt Sankte Per. Kommunen firar sina festdagar den 14-22 januari, till minne av el Dulce Nombre de Jesús de la Buena Muerte y el Divino Pastor. Dagarna firas med gudstjänster, parader och traditionella danser.

## Kända personer
- Clemente Carranza y López (1905-1978), biskop[5]